# Кайеннская танагра
Пятнистая танагра (лат. Tangara cayana) — вид новонёбных птиц из семейства танагровых. Распространён в Аргентине, Боливии, Бразилии, Колумбии, Французской Гвиане, Гвиане, Парагвае, Перу, Суринаме и Венесуэле. Длина тела около 14 см. Птицы обычны в саваннах и серрадо с отдельными деревьями, на опушках лесов, а также в насаждениях и садах в более влажных местностях; встречаются на высоте выше 500 метров над уровнем моря. Птицы живут парами или небольшими группами, вместе ищут пищу среди листвы деревьев и кустарников.